# Eccliseogyra aethiopica
Eccliseogyra aethiopica is een slakkensoort uit de familie van de Epitoniidae. De wetenschappelijke naam van de soort is voor het eerst geldig gepubliceerd in 1925 door Thiele.